# 夢回帰線 (石川ひとみの曲)
「夢回帰線」（ゆめかいきせん）は、1985年5月5日に発売された、石川ひとみの22枚目のシングル。

## 解説
- 本楽曲は、1985年ナリス化粧品のイメージソングとしてタイアップ広告に使用された。このため、石川が司会を務めていた NHK総合テレビ放送「レッツゴーヤング」では、石川の楽曲は新曲として発売されるたびに歌唱枠が設けられることが慣例であったにもかかわらず、本楽曲に関しては歌唱が行われなかった。

## 収録曲
1. 夢回帰線
作詞：岡田冨美子／作曲：松田良／編曲：チト河内
2. 誘われ上手
作詞：ANNIE・葉山真理／作曲：伊藤銀次／編曲：山田直毅